# Blachea
Blachea är ett släkte av fiskar. Blachea ingår i familjen havsålar.
Kladogram enligt Catalogue of Life:
| Blachea | \| \| Blachea longicaudalis \| \| \| \| \| \| Blachea xenobranchialis \| \| \| \| |
|         | \| \| Blachea longicaudalis \| \| \| \| \| \| Blachea xenobranchialis \| \| \| \| |
|         | Blachea longicaudalis                                                             |
|         |                                                                                   |
|         | Blachea xenobranchialis                                                           |
|         |                                                                                   |